# Jan Kubista
Jan Kubista (* 27. května 1960, Praha) je bývalý československý atlet, běžec, který se specializoval na střední tratě. Jako první v Československu zaběhl 1500 metrů pod 3:35.

## Sportovní kariéra
S atletikou začínal ve Spartě Praha. Speciálnímu běžeckému tréninku se začal věnovat v 18 letech, předtím hrál basketbal. I tak již o rok později startoval na evropském juniorském mistrovství, kde v běhu na 800 metrů nepostoupil z rozběhu.
Ve Spartě trénoval pod různými trenéry (mj. Otakar Jandera, Josef Odložil, Jan Liška a Jan Královec). V roce 1981 se stal poprvé československým mistrem v běhu na 800 metrů časem 1:49,36. Titul obhájil také v letech 1982 a 1983 (1:48,01 a 1:47,58).
Na mistrovstvích České republiky získal dva tituly na osmistovce (1981 a 1983) a tři tituly ve štafetě 4 × 400m se svými kolegy ze Sparty Praha v letech 1981 až 1983.
V jeho nejlepší sezóně – v roce 1983 si zaběhl osobní rekordy na 800 (1:47,27) i 1500 metrů (3:34,87) půlce i patnáctce – dosáhl i svého největšího mezinárodního úspěchu, když doběhl na 10. místě na Mistrovství světa v Helsinkách v běhu na 1500 metrů.
Po úspěšných letech na Spartě se v roce 1987 rozhodl odejít do LIAZu Jablonec. Tam trénoval pod vedením Aleše Zalabáka. O rok později se však opět vrátil do Sparty a pod vedením Josefa Odložila se nominoval na olympijské hry v roce 1988 v běhu na 1500 metrů, ale vypadl v rozběhu.